# Sheffield & Hallamshire Senior Cup 1876-77
La Sheffield Senior Cup 1876-77 fu la prima edizione del torneo di calcio, giocata secondo le Sheffield Rules. Era il più grande torneo giocato quest'ultime e l'equivalente della FA Cup, che all'epoca era per lo più confinata nel sud dell'Inghilterra.

## Premessa
La Sheffield Football Association è stata fondata nel 1867 e ha preso un abbonamento di 5 scellini dai suoi club membri per autorizzarli all'ingresso. Lo Sheffield FC non è entrato, poiché il club si stava concentrando sulle partite nazionali.

## Regole
Le regole di Sheffield in vigore all'epoca presentavano quattro differenze principali rispetto alle leggi dell'Associazione :
- i giocatori erano in-gioco fintanto che un avversario era tra loro e la linea di porta, mentre la legge del fuorigioco dell'Associazione ne richiedeva tre;
- se la palla usciva dal bordo del campo, veniva rimessa in gioco da una rimessa laterale, anziché da una rimessa laterale, in qualsiasi direzione;
- se la squadra in attacco ha messo fuori gioco la palla a lato della porta, la squadra in difesa ha restituito la palla dall'angolo più vicino;
- se una delle due squadre mette fuori gioco la palla oltre la traversa della porta, la squadra in difesa restituisce la palla entro 6 yard dalla propria porta.

A quel tempo, né l'Associazione né i codici di Sheffield prescrivevano il numero di giocatori per squadra e la dimensione delle squadre era oggetto di negoziazione tra i capitani o le relative regole del torneo. Nel 1876, la maggior parte delle partite erano 11 per squadra, e questa era la regola in FA Cup . Per questo torneo, la Sheffield FA ha incaricato 12 uomini per squadra, così come la Birmingham Senior Cup dello stesso anno.

## Risultati

### Primo turno
| Data            | Casa          | Risultato                       | Trasferta        |
| --------------- | ------------- | ------------------------------- | ---------------- |
| 21 October 1876 | Wednesday     | 3–1                             | Parkwood Springs |
| 28 October 1876 | Philadelphia  | 1–0                             | Norfolk          |
| 28 October 1876 | Exchange      | 3–0                             | Rotherham        |
| 2 November 1876 | Thursday W    | 4–5                             | Heeley           |
| 4 November 1876 | Fir Vale      | 5–1                             | Oxford           |
| 4 November 1876 | Brincliffe    | 7–1                             | Exchange Brewery |
| 4 November 1876 | Attercliffe   | 2–2                             | Albion           |
| 4 November 1876 | Broomhall     | 0–1                             | Millhouses       |
| 4 November 1876 | Hallam        | 2–1                             | Owlerton         |
| 4 November 1876 | Kimberworth   | 2–0                             | Walkley          |
| 4 November 1876 | Norfolk Works | 3–1                             | Gleadless        |
| 4 November 1876 | Providence    | 0–0                             | Crookes          |
|                 | Endcliffe     | Qualificata al turno successivo |                  |

#### Replay
| Data             | Casa    | Risultato | Trasferta   |
| ---------------- | ------- | --------- | ----------- |
| 11 November 1876 | Crookes | 1-4       | Providence  |
| 13 November 1876 | Albion  | 2-2       | Attercliffe |

#### Replay 2
| Data             | Casa        | Risultato | Trasferta |
| ---------------- | ----------- | --------- | --------- |
| 28 November 1876 | Attercliffe | 2-0       | Albion    |

### Secondo turno
| Date            | Home        | Score | Away          |
| --------------- | ----------- | ----- | ------------- |
| 2 December 1876 | Brincliffe  | 2-1   | Millhouses    |
| 2 December 1876 | Kimberworth | 0-1   | Wednesday     |
| 2 December 1876 | Providence  | 0-0   | Norfolk Works |
| 2 December 1876 | Hallam      | 2-1   | Fir Vale      |
| 2 December 1876 | Heeley      | 1-0   | Endcliffe     |
| 4 December 1876 | Exchange    | 3-0   | Philadelphia  |
|                 | Attercliffe | bye   |               |

#### Replay
| Date            | Home          | Score | Away       |
| --------------- | ------------- | ----- | ---------- |
| 9 December 1876 | Norfolk Works | 0-2   | Providence |

### Terzo Turno
| Date             | Home        | Score | Away      |
| ---------------- | ----------- | ----- | --------- |
| 26 December 1876 | Hallam      | 3-7   | Heeley    |
| 1 January 1877   | Attercliffe | 0-1   | Wednesday |
| 6 January 1877   | Brincliffe  | 0-2   | Exchange  |
|                  | Providence  | bye   |           |

### Semifinali
| Date            | Home      | Score | Away       |
| --------------- | --------- | ----- | ---------- |
| 3 February 1877 | Heeley    | 3-2   | Providence |
| 3 February 1877 | Wednesday | 3-1   | Exchange   |

### Finale
| Arbitro: | J.C. Shaw |

|                                       |           |                                         |
| Butler 53’ 69’ Clegg 81’ Skinner 115’ | Marcatori | Martin 11’ Butler 28’ Stacey 40’ (aut.) |